# حزب وفد
حزب وفد تشکل سیاسی لیبرال مصری بود که در سال ۱۹۱۸ تأسیس شد. وفد از هنگام خروج بریتانیا از مصر در ۱۹۲۰ تا انقلاب ۱۹۵۲ مصر بزرگ‌ترین حزب این کشور بود و نقش بسیار مهمی در صحنهٔ سیاست کشور داشت.

## تاریخچه
معنای تحت‌اللفظی «وفد»، «هیئت نمایندگی» است. این نام از آن‌جا انتخاب شد که یک هیئت نمایندگی شامل سعد زغلول و چند شخصیت مهم دیگر مصری بلافاصله پس از پایان جنگ جهانی اول برای درخواست کسب استقلال کامل مصر به بریتانیا رفتند. اما بریتانیایی‌ها از مذاکره با آن‌ها خودداری و رهبرانشان را به جزیرهٔ مالت -که آن هم مثل مصر در آن زمان تحت‌الحمایه بریتانیا بود- تبعید کردند. این کار به یک شورش کامل در سطح کشور معروف به انقلاب ۱۹۱۹ مصر منجر شد که در نهایت در ۱۹۲۲ به استقلال کامل مصر انجامید. وفد در سال ۱۹۲۴ به یک حزب سیاسی رسمی تبدیل شد و با شبکهٔ منسجمی از اعضای خبره در شهرها و روستاهای گوناگون توانست قدرت بسیار و حمایت مردمی وسیعی از طیف‌های مختلف جامعه را کسب کند. در رهبری حزب هم مسلمانان و هم مسیحیان قبطی حضور داشتند و زنان عضو حزب به ویژه صفیه همسر زغلول و هدا شعراوی تلاش زیادی برای کسب حق رأی زنان داشتند. این حزب توانست در انتخابات ۱۹۲۴ به پیروزی برسد و در تمامی انتخابات‌های پس از آن نیز به پیروزی رسید، مگر آن‌هایی که توسط ملک فؤاد یا پسرش ملک فاروق تقلب یا دستکاری شدند. در ۱۹۲۷ سعد زغلول درگذشت و مصطفی نحاس به رهبری حزب رسیده و به نزاع سیاسی خود با بریتانیا ادامه داد. وی در ۱۹۳۶ قرارداد مصر و انگلیس را امضا کرد. این معاهده رابطهٔ دو کشور را قانون‌مند کرد اما ادامهٔ حضور نظامی بریتانیا در کانال سوئز و تسلط آن‌ها بر سودان را پذیرفت.
ناکامی حزب در کسب استقلال کامل در کنار شواهدی از بروز خویشاوندسالاری و فساد از محبوبیت مردمی آن کاست. در دههٔ ۱۹۳۰ بسیاری از جوانان مصری جذب گروه‌های مختلف فاشیست و رادیکال شدند. در ۱۹۴۱ بریتانیایی‌ها که از ظهور یک حکومت طرفدار آلمان نازی در هراس بودند، ملک فاروق را وادار کردند که نخست‌وزیری مصطفی نحاس را بپذیرد اما همکاری نحاس با انگلیسی‌ها در طول جنگ جهانی دوم باعث شد که به وجههٔ ضد امپریالیستی و ملی حزب نیز لطمه بخورد.
حزب وفد نهایتاً پس از کودتای ۱۹۵۲ مصر و تأسیس نظام جمهوری مانند تمامی احزاب دیگر منحل شد و تعدادی از رهبران آن به اتهام خیانت به کشور و فساد اعدام شدند.

## حزب وفد جدید
حزب وفد در سال ۱۹۷۶ با اعلام نظام چندحزبی توسط انور سادات، تحدید حیات یافت و با نام حزب وفد جدید به رهبری فؤاد سراج‌الدین فعالیت خود را آغاز کرد. وفد جدید خواستار برقراری یک نظام پارلمانی چندحزبی و الغای سیاست‌های سوسیالیستی شد که در دوران رئیس‌جمهور سابق، جمال عبدالناصر، اتخاذ شده بود. وفد توانست به سرعت بخشی از محبوبیت خود را، به ویژه در میان قبطیان و مناطق مرفه‌تر شهری، بازیابد.
وفد در اواخر ۱۹۷۸ در اعتراض به سرکوب سیاسی سادات فعالیت خود را متوقف کرد اما در ۱۹۸۱ با ترور انور سادات دوباره احیا شد. پس از آن حزب وفد به عنوان اپوزیسیون حکومت به ادامهٔ اجرای قانون شرایط اضطراری اعتراض داشته‌است. آن‌ها در انتخابات ۱۹۸۴ در ائتلاف با اخوان‌المسلمین به ۵۸ کرسی پارلمان رسیدند اما در چند دورهٔ بعدی انتخابات را تحریم کردند. در سال ۲۰۰۰ فؤاد سراج‌الدین درگذشت و نعمان جمعه یک استاد دانشگاه در یک انتخابات شفاف و علنی به رهبری حزب رسید. نعمان جمعه در سال ۲۰۰۵ در اولین انتخابات رقابتی ریاست‌جمهوری مصر در تاریخ این کشور شرکت کرد و بر اساس آمار رسمی به ۲٬۹٪ آراء رسید و پس از حسنی مبارک و ایمن نور در جای سوم قرار گرفت.